# Viszonyszó
A viszonyszók a szófajok egyik nagy csoportját alkotják az alapszófajok és a mondatszók mellett, amelyekre az alábbiak jellemzőek:
- nem mondatrészek,
- nem bővíthetők,
- általában nem toldalékolhatók,
- viszonyjelentésük van.[1]

Az alapszófajoktól mind a négy szempont terén különböznek; a mondatszókkal viszont megegyeznek az első három vonatkozásban (kivéve, hogy a mondatszók soha nem toldalékolhatók), az utóbbi csoport tagjai azonban mondatértékűek.
A viszonyszókat az alábbi négy nagyobb csoportra lehet osztani:
- nyelvtani viszonyjelentést hordozók (Ny),
- logikai jelentést hordozók (L),
- kapcsolóelemek (K),
- értékelést, viszonyítást kifejezők (É).

Az ide tartozó szófajok megállapításában nincs teljes összhang az egyes munkák között, de az alábbi öt csoportot mindegyik munka ide sorolja:
- a segédigék (és segédigenevek) – Ny
- a névutók (és névutómelléknevek) –  Ny
- az igekötők – Ny
- a névelők – L
- és a kötőszók – K
- és a módosítószók - K

Egy bővebb osztályozás szerint az alábbiak is a viszonyszók körébe tartoznak:
- tagadószók – L[3]
- mint segédszó – Ny
- partikulák – É

A módosítószók egyes források szerint viszonyszók, mások szerint mondatszók. Ezek a szavak közel állnak a partikulákhoz, de nem azonosak velük, mivel a partikula önmagában nem állhat válaszban.